# Lennart Söderberg
Kurt Lennart Söderberg (* 7. Juli 1941 in Torpshammar; † 13. Oktober 2022 in Västerås) war ein schwedischer Sportler, der sowohl im Fußball als auch Eishockey in der höchsten schwedischen Liga antrat. Im Anschluss an seine aktive Karriere arbeitete er als Fußballtrainer. Der Abwehrspieler, der 1965 zu einem Länderspieleinsatz für die Schwedische Fußballnationalmannschaft kam, trainierte Vereine in Schweden, Dänemark, Norwegen und Zypern. Aufgrund seines aggressiven Einsatzes als Spieler erhielt er in Anlehnung an den US-amerikanischen Boxer Sonny Liston den Spitznamen „Liston“.

## Werdegang

### Spielerkarriere
Söderberg begann als Kind 1948 mit dem Fußballspielen bei Råsunda IS. Zwei Jahre später wechselte er innerhalb Solnas in die Jugend des AIK, für den er auch im Eishockey aktiv war. Bereits im Alter von 15 Jahren debütierte er für die Eishockey-Wettkampfmannschaft des Klubs, 1959 trat er erstmals für die Fußballmannschaft in der Allsvenskan an. 1961 kurzzeitig für GIF Sundsvall aktiv, kehrte er im folgenden Jahr zu AIK zurück. Nachdem die Fußballer in die zweite Liga abgestiegen waren, avancierte er zu einer der Stützen im Aufstiegskampf. Mitte des Jahrzehnts endgültig Stammkraft, berief ihn Nationaltrainer Lennart Nyman in die Landesauswahl. Bei der 1:2-Niederlage gegen Brasilien stand er an der Seite von Lennart Wing, Orvar Bergmark, Kurt Hamrin und Ove Grahn das einzige Mal im Nationaljersey auf dem Platz, wenngleich er mehrfach im Aufgebot stand.
Bis 1966 war Söderberg Stammkraft bei AIK. Nachdem er verletzungsbedingt die Spielzeit 1967 verpasst hatte, verließ er 1968 den Verein nach 85 Erstligaspielen und einem Tor in Richtung Ljusdals IF. Beim Zweitligisten ersetzte er Jens Lindblom als Spielertrainer, der sich das Bein gebrochen hatte. Gemeinsam trainierten sie bis 1970, ehe Söderberg zu AIK zurückkehrte. Jedoch konnte er sich nicht mehr in die Mannschaft spielen und beendete seine aktive Laufbahn.

### Trainerkarriere
Erste Trainerstation nach dem endgültigen Karriereende war ab 1971 der Amateurverein Ulriksdals SK, für den er 1972 kurzzeitig aufs Spielfeld zurückkehrte. 1973 übernahm er den Drittligisten Gefle IF, den er in seiner ersten Spielzeit als verantwortlicher Trainer in die Zweitklassigkeit führte. Ähnlich ging es ihm bei seiner nächsten Station, dem 1975 übernommenen Västerås SK. Nach dem Aufstieg im ersten Jahr verpasste er mit dem Klub als Tabellendritter der Nordstaffel der zweiten Liga nur knapp den Durchmarsch in die Allsvenskan, jedoch gelang 1977 als Staffelsieger vor Sandvikens IF der Aufstieg. Der Neuling kämpfte in der Erstliga-Spielzeit 1978 gegen den Abstieg, mit einem Punkt Rückstand auf den von Mitaufsteiger Åtvidabergs FF belegten letzten Nicht-Abstiegsplatz verpasste Söderberg mit der Mannschaft als Tabellenletzter den Klassenerhalt. Anschließend blieb er noch zwei Spielzeiten beim Klub in der zweiten Liga, ehe er vor Beginn der Zweitliga-Spielzeit 1981 beim Ligakonkurrenten IFK Eskilstuna anheuerte. Überraschend führte er den Klub zum Staffelsieg, in den Relegationsspielen gegen Kalmar FF blieb die Mannschaft ohne Sieg und kehrte somit nicht in die erste Liga zurück. Allerdings konnte die Mannschaft nicht an diesen Erfolg anknüpfen und spielte im Abstiegskampf, konnte jedoch mit drei Punkten Vorsprung auf die Abstiegsplätze die Klasse halten.
1983 nahm Söderberg erstmals ein Angebot aus dem Ausland wahr und übernahm den norwegischen Klub Odds BK. Auch bei diesem Drittligisten war er auf Anhieb erfolgreich und stieg mit ihm in die zweite Liga auf. Dort war die Mannschaft jedoch chancenlos und stieg gemeinsam mit Lyn Oslo und Brumunddal Fotball direkt wieder ab. Daher kehrte er nach Schweden zurück und trainierte in der Folge Västerås SK (1984), Vasalunds IF (1985–1986) und Gefle IF (1987–1989) in der zweiten Liga. 1990 erhielt er erneut ein Angebot aus dem Ausland, dieses Mal zog es ihn zum dänischen Klub Ikast FS. Den Klub führte er als Tabellendritten in den UEFA-Pokal, in der Debüt-Saison der Superliga 1991 geriet der Klub jedoch in Abstiegsgefahr und trennte sich von Söderberg.
1993 kehrte Söderberg auf die Trainerbank zurück und übernahm den Amateurverein Syrianska FC, ehe er im folgenden Jahr kurzzeitig den zyprischen Klub Anorthosis Famagusta trainierte. Anschließend heuerte er erneut bei Västerås SK an, beendete jedoch am Ende der Spielzeit 1994 seinen Vertrag. 1996 kehrte er jedoch zurück und führte den Klub erneut in die Allsvenskan. Abermals konnte sich der Klub nicht in der ersten Liga behaupten und stieg direkt wieder ab. Zwischenzeitlich hatte er sich jedoch von seinem Trainer getrennt. Dieser übernahm daraufhin den in der zweiten Liga in Abstiegsgefahr befindlichen IFK Malmö. Da er auch hier den Klassenerhalt verpasste, endete zum Saisonende sein Kontrakt. 1998 trainierte er erneut IFK Eskilstuna, nach Herzproblemen trat er in der Folge kürzer. 
2001 trainierte Söderberg den Köpings FF, ehe er anschließend als Berater zum Västerås SK zurückkehrte. Anfang 2004 verpflichte ihn der Klub erneut als Trainer, nach einer rassistischen Äußerung wurde er jedoch eine Woche vor Beginn der Zweitliga-Spielzeit 2004 des Amtes enthoben. Dennoch blieb er dem Klub als Funktionär verbunden.
Söderberg verstarb 81-jährig im Oktober 2022, seine Mobilität war nach einem Sturz in den vorangegangenen Monaten stark eingeschränkt.

### Kontroversen
Im Laufe der Trainerkarriere Söderbergs kam es immer wieder zu Kontroversen aufgrund verschiedener Äußerungen. So kam es am Anfang der Erstliga-Spielzeit 1997 zu Diskussionen, ob der Kader des Aufstiegers Västerås SK nach arischen Gesichtspunkten aufgestellt sei, da sich keine ausländischen Spieler darin befanden und Söderberg sich negativ über unaussprechliche Namen insbesondere bei ausländischen Spielern der Konkurrenten geäußert hatte. Zwei Jahre später führten seine Aussagen über Sport und Homosexuelle zum Vorwurf der Homophobie.
2004 beschimpfte Söderberg in einem Vorbereitungsspiel einen Spieler rassistisch. Daraufhin entließ ihn sein damaliger Klub Västerås SK eine Woche vor Saisonbeginn.